# كريسي هيوز
كريسي هيوز (بالإنجليزية: Chrissy Hughes)‏ هي متزلجة فنية أمريكية، ولدت في 21 يوليو 1990 في بالفيو في الولايات المتحدة.

## وصلات خارجية
- كريسي هيوز على موقع الاتحاد الدولي للتزلج (الإنجليزية)